# 창원해양경찰서

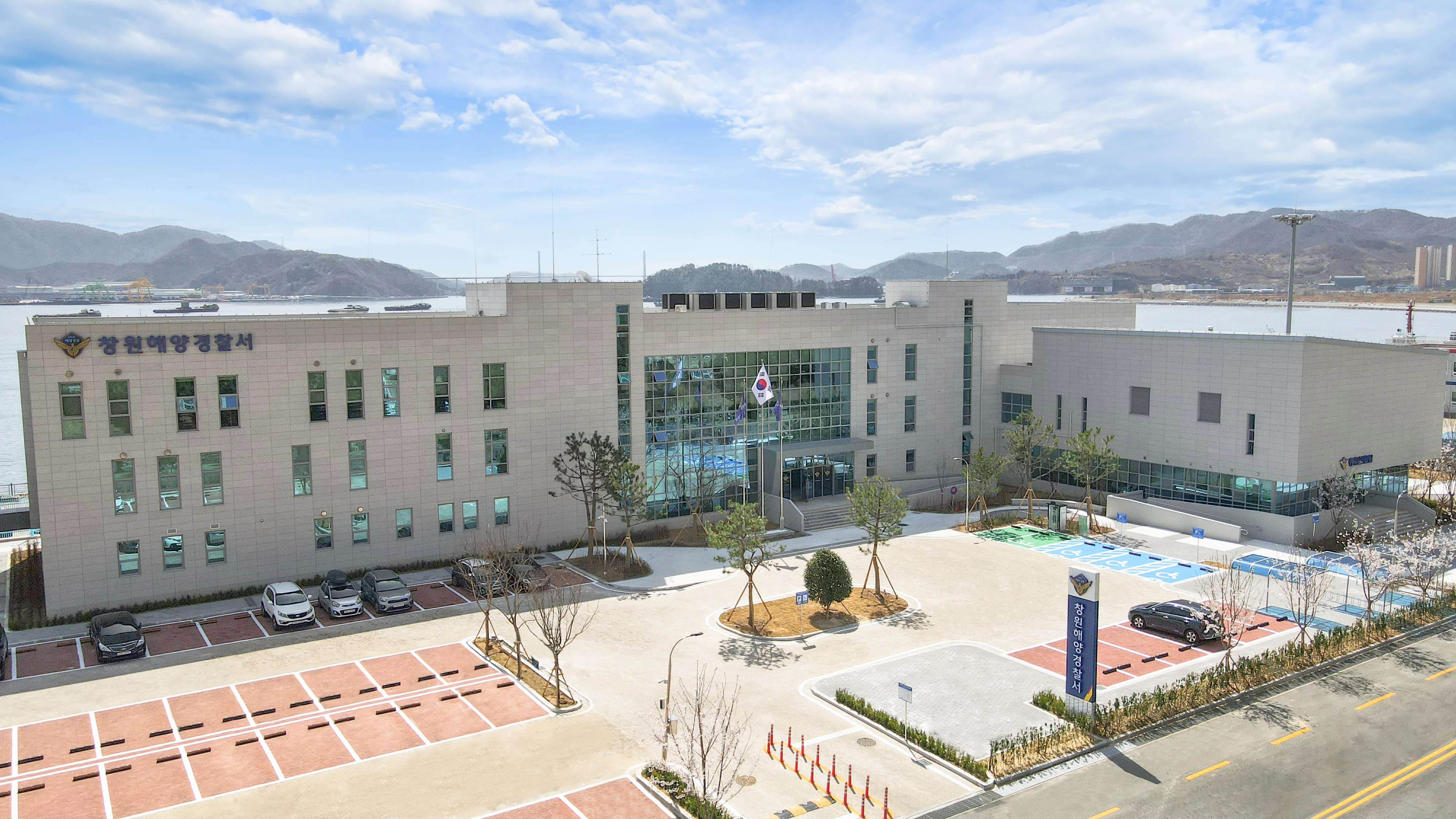

창원해양경찰서(昌原海洋警察署, Changwon Coast Guard)는 해상경비, 해양안전 관리, 해상치안질서 유지, 해양오염 방지 등의 업무를 수행하기 위하여 설립된 대한민국 해양경찰청 남해지방해양경찰청 소속의 특별지방행정기관으로 창원해양경찰서장은 총경(4급 상당)으로 보한다. 경상남도 창원시 마산합포구 신포동1가 86-2에 위치하고 있다.

## 조직
| 기획운영과 - 기획운영계 - 홍보계 - 경리계 - 청문감사계 - 교육훈련계 경비구조과 - 경비구조계 - 상황실 - 해양경찰구조대 | 해양안전과 - 안전관리계 - 교통레저계 - 해상교통계 장비관리과 - 정비보급계 - 정보통신계 | 수사과 - 수사계 - 형사계 정보과 - 정보보안계 - 외사계 | 해양오염방제과 - 방제계 - 예방지도계 |

## 소속기관
| 명칭       | 사진 | 주소                                     | 관할구역 | 출장소                           |
| ---------- | ---- | ---------------------------------------- | -------- | -------------------------------- |
| 신항파출소 |      | 경남 창원시 진해구 안골로 90-7           |          | 천성출장소 대항출장소            |
| 진해파출소 |      | 경남 창원시 진해구 태평로 125            |          | 명동출장소                       |
| 마산파출소 |      | 경남 창원시 마산합포구 제2부두로 30      |          | 마산출장소 옥계출장소 원전출장소 |
| 광암파출소 |      | 경남 창원시 마산합포구 해양관광로 164-22 |          | 고현출장소 구복출장소            |

## 보유 함정
| - 515함 - 116정 - 122정 - 127정 | - P-01정 - P-07정 - P-63정 - P-122정 | - 방제12호정 |